# Rhetinantha cerifera
Rhetinantha cerifera är en orkidéart som först beskrevs av João Barbosa Rodrigues, och fick sitt nu gällande namn av Mario Alberto Blanco. Rhetinantha cerifera ingår i släktet Rhetinantha och familjen orkidéer. Inga underarter finns listade i Catalogue of Life.

## Bildgalleri

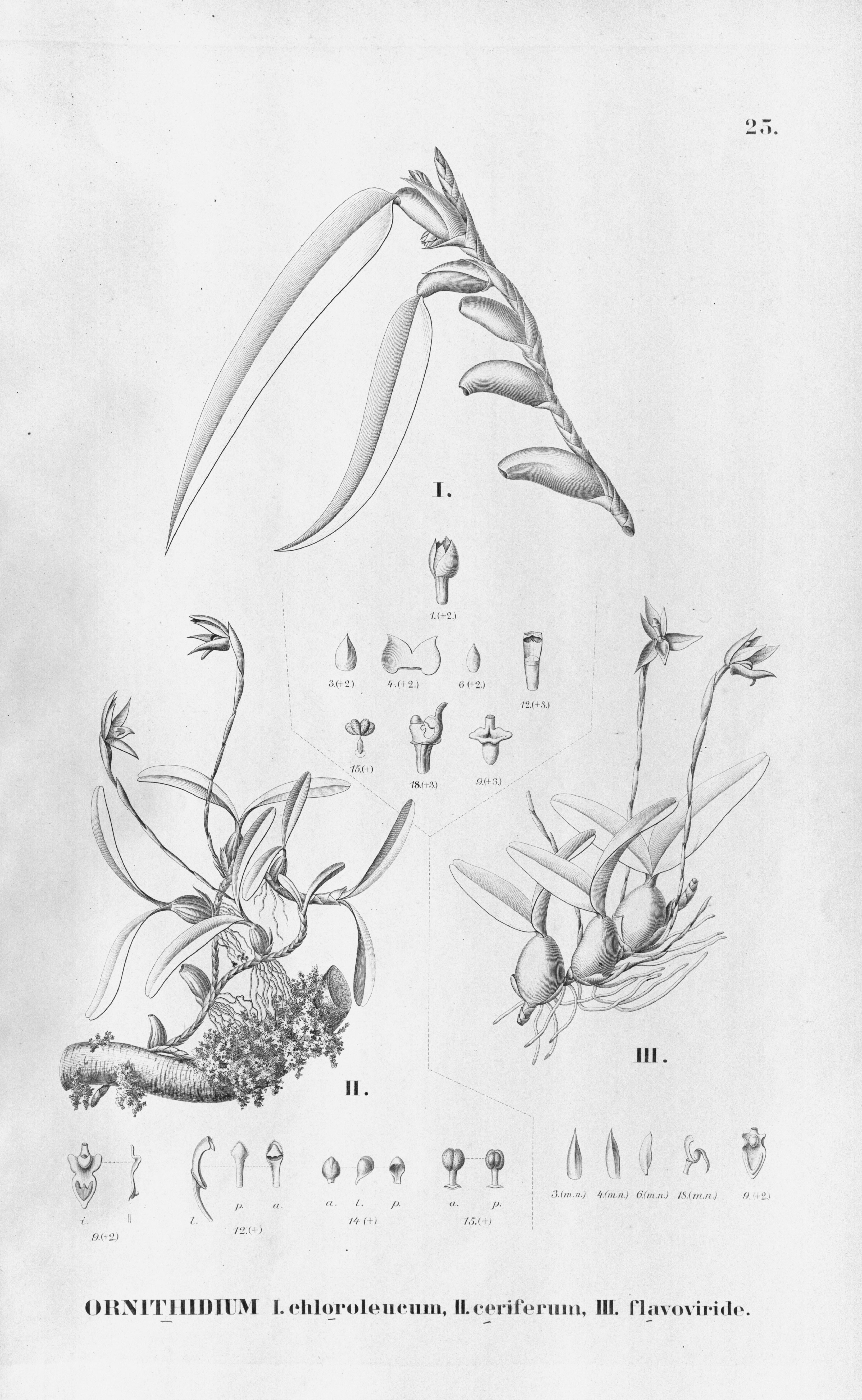